# Roscoe Lee Browne
Roscoe Lee Browne (Woodbury, 2 de maio de 1922 - Los Angeles, 11 de abril de 2007) foi um ator, diretor teatral, dublador e poeta norte-americano. Trabalhou em várias companhias de teatro de Nova Iorque, tornando-se parte de uma vanguarda dos principais atores negros a ingressarem no teatro nova-iorquino. Era conhecido por sua voz distinta e teve diversas participações em programas de televisão e no cinema, atuando em filmes como Topaz (1969), dirigido por Alfred Hitchcock, e The Cowboys (1972), no qual contracenou em John Wayne. Também fez a narração de várias produções televisivas e cinematográficas, entre elas Babe, filme infantil de grande sucesso lançado em 1995, e sua sequência, Babe: Pig in the City (1998). Em 1977, foi introduzido ao Black Filmmakers Hall of Fame e, em 2008, postumamente no American Theater Hall of Fame.

## Primeiros anos e educação
Browne nasceu em Woodbury, Nova Jérsei, sendo o quarto filho do pastor batista Sylvanus Browne e sua esposa Lovie Lee Browne (nascida Love Lee Usher). Formou-se na Woodbury Junior-Senior High School em 1939. Durante a Segunda Guerra Mundial, serviu na Itália com o Exército dos Estados Unidos da 92ª Divisão de Infantaria e organizou a Divisão de atletismo da equipe. Após a guerra, frequentou a Universidade Lincoln, na Pensilvânia, uma instituição historicamente negra, onde graduou-se bacharel em 1946 e retornou mais tarde para ensinar francês e literatura comparada.
Ele cursou pós-graduação no Middlebury College, na Universidade de Columbia e na Universidade de Florença. Em 1951, Browne ganhou fama como corredor de média distância, vencendo uma corrida de 800 metros em Paris. Ganhou a vida por vários anos como representante de vendas de um importador de vinho. Somente em 1956, aos 36 anos, ele decidiu se tornar um ator profissional em tempo integral.

## Carreira

### Atuação
Browne foi aceito na companhia teatral de Joseph Papp na temporada inaugural do Shakespeare Festival de Nova Iorque. Numa época marcada pela segregação racial, o elenco de Papp deu a muitos atores negros a oportunidade de interpretar as obras de Shakespeare pela primeira vez. Entre outros papéis, Browne interpretou o Bobo em King Lear (1962) e Ulisses em Troilus and Cressida (1965). Em 1961, estreou no cinema no longa-metragem The Connection, dirigido pela cineasta independente Shirley Clarke e adaptado de uma peça homônima de Jack Gelber. Em 1972, foi coprotagonista em The Cowboys, no papel do cozinheiro sábio Jedediah Nightlinger, contracenando com John Wayne. Desde então, trabalhou constantemente em outros filmes e programas de televisão.
Descreveu-se que o ator tinha "uma voz de barítono tal qual um casaco de zibelina". Ele falava inglês com a pronúncia padrão britânica combinada a um forte e característico sotaque Meio-Atlântico. Em razão de seu talento vocal, ele era frequentemente procurado para fazer narrações e locuções em filmes, bem como gravações sonoras de comerciais. Assim, ele também se ocupou com audiolivros nos quais recitou poemas de Edna St. Vincent Millay e Robert Frost, sonetos de Shakespeare e passagens da Bíblia. Em 1977, fez a narração do LP The Story of Star Wars, produzido por George Lucas e Alan Livingston como material de divulgação do primeiro filme lançado da franquia Star Wars, apresentando uma versão resumida, com diálogos e efeitos sonoros, dos eventos nele retrados. Hoje o álbum é considerado um item de colecionador.
Browne queria fazer mais do que atuar e narrar e estava determinado a não aceitar papéis estereotipados rotineiramente oferecidos a atores afro-americanos. Em 1966, escreveu e levou aos palcos a peça A Hand Is on The Gate, estrelada por Gloria Foster, James Earl Jones e Cicely Tyson. No filme The Liberation of L.B. Jones (1970), de William Wyler, interpretou um empresário inteligente que confrontava o racismo com autoridade e dignidade. Entre outros papéis, interpretou um colunista de fofocas haitiano em The Comedians (1967), de Peter Glenville; um homossexual informante da polícia em Up Tight! (1968); um espião em Topaz (1969), de Alfred Hitchcock; um congressista pomposo em Uptown Saturday Night (1974), de Sidney Poitier; e uma versão computadorizada do Homem de Lata em Logan's Run (1976), de Michael Anderson.
A partir do final da década de 1960, Browne passou a aparecer frequentemente como convidado especial em séries de comédia e drama, entre elas Mannix, All in the Family, Sanford and Son e The Cosby Show, pela qual venceu em 1986 um Prêmio Emmy por sua interpretação do Dr. Barnabus Foster. Ele também fez sucesso atuando em peças de August Wilson, tanto na Broadway quanto no Pittsburgh Public Theatre. Em 2003, participou do documentário Unchained Memories (2003), da HBO, no qual narrou uma série de relatos de ex-escravos coletada pela WPA na década de 1930.

### Outros trabalhos
Os créditos de Browne como diretor teatral incluem uma peça chamada An Evening of Negro Poetry and Folk Music, encenada em 1966 no Delacorte Theatre e no Public Theater em Nova Iorque. No mesmo ano, essa peça foi produzida sob o título A Hand Is on the Gate no Longacre Theatre, na mesma cidade. A produção também foi revivida no Afro-American Studio, em Nova Iorque, de 1976 a 1977.
Browne adorava ler poesias. Ele e o ator Anthony Zerbe fizeram uma turnê pelos Estados Unidos apresentando Behind the Broken Words, um recital de poesia e leituras dramáticas que incluía alguns poemas escritos por Browne. Sidney Potier comentou: "Roscoe Lee Browne é a única pessoa que conheço que poderia recitar, sem nada escrito à sua frente, centenas de poemas. Ele era um conhecedor de poesia. Era uma pessoa notável a esse respeito, além de ser um ator consumado".

## Vida pessoal e morte
Browne nunca se casou e sempre foi muito reservado quanto a sua vida particular. Durante as décadas turbulentas da revolução pelos direitos civis dos negros nos Estados Unidos, evitou a participação em protestos públicos, preferindo ser "mais eficaz no palco com metáforas... do que nas ruas com um editorial". Certa vez, um diretor lhe disse que sua voz soava "muito branca", ao que ele respondeu: "Sinto muito, uma vez eu tive uma empregada branca".
Em 11 de abril de 2007, Browne morreu de câncer no estômago, aos 84 anos, em Los Angeles. Seus últimos trabalhos foram as narrações de Garfield: A Tail of Two Kitties e Epic Movie. Ele foi lembrado por suas contribuições em uma nota de Frank T. Crohn, Presidente da Edna St. Vincent Millay Society, publicada no The New York Times:
Lamentamos a perda de nosso antigo administrador e amigo fiel. Ele estava sempre pronto para apoiar a Sociedade em seus objetivos e propósitos. Ele preencheu nossas vidas com o som suave da poesia, da forma que só ele sabia recitar. Agora o palco está vazio e as luzes estão baixas.

## Prêmios e reconhecimento
- Los Angeles Drama Critics Circle Award – Prêmio de Melhor Ator, por seu desempenho como "Makak" em The Dream on Monkey Mountain, de Derek Walcott, 1970[27]
- Bronze Wrangler, o prêmio do National Cowboy & Western Heritage Museum – compartilhado com a produção, de Melhor Filme, por The Cowboys, um longa-metragem da Warner Brothers, 1972[28]
- Nomeado ao Prêmio Emmy do Primetime – Melhor Desempenho Individual de um Ator Coadjuvante em uma Série de Comédia ou Drama, por Barney Miller, da ABC, 1976[22]
- Introduzido ao Black Filmmakers Hall of Fame, 1977[11]
- Prêmio Emmy do Primetime – Melhor Ator Convidado em Série de Comédia, por The Cosby Show, da NBC, 1986[22]
- NAACP Image Award – Melhor Ator em Série de Comédia, por The Cosby Show, 1986[13]
- Los Angeles Drama Critics Circle Award – Prêmio de Melhor Ator, por seu desempenho como "Bynum Walker" em Joe Turner's Come and Gone, de August Wilson, 1989[29]
- Nomeado ao Prêmio Soap Opera Digest – Melhor Vilão: Horário Nobre, por Falcon Crest, 1989[13]
- Nomeado ao Prêmio Tony – Melhor Ator em Peça Teatral, por seu desempenho como "Holloway" em Two Trains Running, de August Wilson, 1992[30][31][32]
- Prêmio Helen Hayes – Melhor Artista Coadjuvante, Produção Não-Residente, por Two Trains Running, 1992[33]
- Nomeado ao Prêmio Emmy do Daytime – Melhor Desempenho em Programa de Animação, por sua interpretação de "Kingpin / Wilson Fisk" em Spider-Man, 1995[34][35]
- Introduzido postumamente ao American Theater Hall of Fame, 2008[12]

## Filmografia
| - The Connection (1961) como J. J. Burden - Pie in the Sky (1964) como Pregador - Black Like Me (1964) como Christopher - The Comedians (1967) como Petit Pierre - Up Tight! (1968) como Clarence - Topaz (1969) como Philippe Dubois - The Liberation of L.B. Jones (1970) como L.B. Jones - The Cowboys (1972) cono Jebediah Nightlinger - Cisco Pike (1972) como Dona da Loja de Música - The World's Greatest Athlete (1973) como Gazenga - Super Fly T.N.T. (1973) como Dr. Lamine Sonko - Uptown Saturday Night (1974) como Congressista Lincoln - Twilight's Last Gleaming (1977) como James Forrest - Nothing Personal (1980) como Paxton - Legal Eagles (1986) como Judge Dawkins - Jumpin' Jack Flash (1986) como Archer Lincoln - Moments Without Proper Names (1987) - Moon 44 (1990) como Chairman Hall, Galactic Mining Corp. (não creditado) - The Mambo Kings (1992) como Fernando Perez - Eddie Presley (1992) como Doc - Naked in New York (1993) como Mr. Ried - Last Summer in the Hamptons (1995) como Freddy - The Pompatus of Love (1995) como Leonard Folder - Dear God (1996) como Idris Abraham - Forest Warrior (1996) como Clovis Madison - Judas Kiss (1998) como Chief Bleeker - Morgan's Ferry (2001) como Peabo - Behind the Broken Words (2003) - Unchained Memories (2003) como Ele mesmo / Narrador - Sweet Deadly Dreams (2006) como Devlin | - The Ra Expeditions (1972) como Narrador - Logan's Run (1976) como Box - The Story of Star Wars (1977) - The Greatest Adventure: Stories from the Bible (1986) - Foofur (1986) - Visionaries: Knights of the Magical Light (1987) como Reekon / Merklynn - The Real Ghostbusters (1988–1989) como Edward 'Big Ed' Zeddemore - Oliver & Company (1988) como Francis - Ring Raiders (1989) como Narrador - Bill & Ted's Excellent Adventures (1990) - The Pirates of Dark Water (1991) - Noel (1992) como Brutus - Batman: The Animated Series (1994) como Dr. Wataki - Freakazoid! (1995) como Great Mystic Gnome - Babe (1995) como Narrador - Spider-Man (1995–1998) como Kingpin / Wilson Fisk - Galapagos: Beyond Darwin (1996) - Haiti: Harvest of Hope (1997) - MouseHunt (1997) [trailer] - Babe: Pig in the City (1998) como O Narrador - The Wild Thornberrys (1998) - The Tulsa Lynching of 1921: A Hidden Story (2000) - Treasure Planet (2002) como Mr. Arrow - The Proud Family (2003) como Clarence - Garfield: A Tail of Two Kitties (2006) como Narrador - Epic Movie (2007) como Narrador - Smiley Face (2007) como Ele mesmo |

### Televisão
| - That Was The Week That Was (1964) como Ele mesmo - NET Playhouse (1967) - The Invaders (1968) como Arnold Andrew Warren - Insight (1968) como Stranger - Mannix (1968) como Dr. Andrew Josephus - Espionage (1968) - The Name of the Game (1969–1970) como Dean Marshall / Wamumba - The Outcasts (1969) como Gideon - The Flip Wilson Show (1972–1973) como Ele mesmo - Bonanza (1972) como Joshua - All in the Family (1972–1973) como Jean Duval / Hugh Victor Thompson III - Sanford and Son (1972) como Osgood Wilcox - The Streets of San Francisco (1973) como Yale Courtland Dancy - Good Times (1974) como Reverendo Sam - Barney Miller (1975) como Charlie Evans Jeffers - Starsky and Hutch (1977) como Quatraine - Maude (1977–1978) como Mr. Butterfield - King (1978) como Philip Harrison - Soap (1979–1981) como Saunders - Benson (1980) como Howard Walker - Hart to Hart (1981) - The Cosby Show (1986–1987) como Dr. Barnabus Foster | - Magnum, P.I. (1983) como Carlton - For Us the Living: The Medgar Evers Story (1983) como Gloster Current - Head of the Class (1986) como Mr. Thomas - John Grin's Christmas (1986) como Fantasma do Natal Passado - 227 (1987) como Albert Henry - Highway to Heaven (1988) como Dr. Hudsbeth - Falcon Crest (1988) as Rosemont - A Different World (1988–1992) como Dr. Barnabus Foster - Ring Raiders (1989) como Max Miles - Columbo: Rest in Peace Mrs. Columbo (1990) como Dr. Steadman - Father Dowling Mysteries (1990) como Dennis Cray - SeaQuest DSV (1993–1994) como Dr. Raleigh Young - The John Larroquette Show (1994) como Mr. Davis - New York Undercover (1996) como Dr. Johnson - Cosby (1996) como George Lucas, Irmão de Hilton - The Wild Thornberrys (1999) como Dragão de Komodo / Goulam - ER (1999) como Rev. Matthew Lynn - Hope Island (1999) como Juiz Patrick Bradley - The Shield (2002) como Bryce Wyms - Law & Order (1992–2003) como Aaron Miller / Sir Idris Balewa - Will & Grace (2004) como Linus - Side Order of Life (2007) como Clarence |